# Al-Bayhaqi
Abu Bakr Ahmad ibn Husayn Ibn 'Ali Ibn Musa al-Khosrowjerd al-Bayhaqi (in arabo أحمد بن الحسين بن علي بن موسى الخراساني البيهقي‎?, in persiano احمد بن حسین بن علی بن موسی خراسانی بیهقی‎; Khosrowjerd, 994 – 1066) è stato un giurista persiano. Nel corso della sua vita divenne un famoso esperto di ḥadīth sunniti. Fu seguace della scuola giuridica sciafeita.

## Biografia
Al-Bayhaqī, noto anche come Imam al-Bayhaqi (in arabo  ﺍﻣﺎﻡ البيهقي‎?), fu uno studioso di fiqh, della scuola fondata da Shāfiʿī, esperto soprattutto di ḥadīth. Studiò sotto la guida fra gli altri, di Abū al-Fatḥ Nāṣir ibn al-Ḥusayn ibn Muḥammad al-Naysābūrī, e scienza dei ḥadīth con Hakim al-Nishaburi, di cui fu l'allievo più importante in questa branca delle cosiddette "scienze religiose" (ʿulūm dīniyya). Morì nel 1066.

## Opere
L'Imam al-Bayhaqi fu un importante autore dei suoi tempi, avendo scritto più di mille volumi secondo al-Dhahabi. Fra le sue opere più note vi sono:
- Al-Sunan al-Kubra (Il grande libro di Sunna), comunemente noto come Sunan al-Bayhaqi
- Maʿrifa al-Sunan wa al-Āthār La conoscenza delle consuetudini e delle tradizioni canoniche)
- Bayān khata man akhtaʿa ʿalā al-Shāfiʿī (Esposizione degli errori commessi da chi aveva attribuito errori ad al-Shāfiʿī)
- Al-Mabsūt, libro sulle leggi sciafeite
- Al-Asmāʾ wa l-Sīfāt (I Nomi divini e le forme)
- Al-Iʿtiqād ʿalā madhhab al-salaf Ahl al-Sunna wa l-Jamāʿa (Le credenze delle scuole giuridiche sunnite)
- Dalāʾil al-Nubuwwa (I segni della profezia)
- Shuʿāb al-īmān (I rami della fede)
- Al-Daʿawāt al-Kabīr (Il grande libro delle suppliche devozionali)
- Al-Zuhd al-Kabīr (La grande ascesi)